# 風間ゆず
風間 ゆず（かざま ゆず、1983年11月21日 -）は、日本の元AV女優、ストリッパー。

## 略歴
埼玉県出身。2003年5月にスカウトされ、AV女優となる。
同年7月16日、川崎ロック座で初舞台を踏む。
2006年4月頃より活動休止。

## 人物
趣味は読書、買物。
特技はピアノ、バレーボール。
好きな物はお茶、ミルクティー、甘い物、辛い物。
嫌いな物はグリーンピース、たらこ。

## 作品
- ミスキャプテン7　未来へのステップ（2003年9月20日、ネクストイレブン）
- HIGH SCHOOL FUCK（2003年10月8日、アイデアポケット）[1]
- ブレイクキッズ13（2004年2月13日、桃太郎映像出版）
- HIGH SCHOOL FUCK スク水セレクション（2004年7月8日、アイデアポケット）※総集編[1]
- 渋谷女子大生レイプ監禁事件（2004年6月1日、ワンズファクトリー）
- 淫乱巨乳娘11人の競艶 4時間デカパイ万歳!（2004年7月31日、アリーナエンターテインメント）…
- ボディ＆ストッキング（2004年8月1日、ワンズファクトリー）
- HIGH SCHOOL FUCK DX4（2004年8月8日、アイデアポケット）※総集編[1]
- 真夏の女子校生（2004年8月21日、フリービジョン）
- 看護婦さん（2004年9月1日、ワンズファクトリー）
- Bitches and Cherries -ヤリマンと童貞-（2004年10月1日、桃太郎映像出版）
- 女子校生 制服騎乗（2004年11月19日、クリスタル映像）
- ゆずざかり（2004年12月16日、オーロラプロジェクト）
- 乱（2005年2月11日、オーロラ・プロジェクト）
- 家庭教師は女子大生 Special9（2005年2月18日、クリスタル映像）
- 淫液禁止！崖っぷち電マファイト 負けたら即、強制アクメ痙攣電マ攻め（2005年3月17日、SODクリエイト）
- GREATEST HITS GAL'S BEST20 ② 4時間スペシャル（2005年3月18日、クリスタル映像）※総集編
- マンだらけ水着オーディション 12人の淫乱娘。（2005年6月17日、桃太郎映像出版）
- 210分 巨乳フルコース（2005年7月5日、アリーナエンターテインメント）※ 総集編
- ザ・素人女子校生4時間BEST2（2005年9月23日、ビデオメーカー）
- 白衣の女校医 2（2005年10月11日、クリスタル映像）
- CRYSTAL THE BEST 2005 1st.（2005年11月25日、クリスタル映像)※総集編
- 家庭教師は女子大生 8時間100連発!!（2005年12月16日、クリスタル映像）※ 総集編
- 美尻Junkie [肉厚の尻顔騎]（2006年1月10日、ドリームチケット）
- 発情OL オフィスで… 16（2006年1月31日、クリスタル映像）
- 白衣の女校医18連発!!4時間スペシャル（2006年5月19日、クリスタル映像）※総集編
- 巨乳OL 12連発!! 3時間スペシャル（2006年7月21日、クリスタル映像）※総集編